# ES Automobilguss
ES Automobilguss, zuletzt Eisenwerk Erzgebirge 1566 GmbH, war ein deutscher zur Prevent-Gruppe gehörender Automobilzulieferer mit Sitz in Frankfurt am Main und der Produktionsstätte in Schönheides Ortsteil Schönheiderhammer in Sachsen. Die Gießerei produzierte Ausgleichsgetriebegehäuse, Kipphebel und Bremsträger für große Automobilhersteller und Autozulieferfirmen. Kunden waren – außer der Automobilindustrie – die Baubranche, die Agrarwirtschaft und andere Industriebetriebe, für die Armaturen hergestellt wurden.
Die Firma stellte im Juni 2021 beim Amtsgericht Chemnitz einen Antrag auf Durchführung eines Insolvenzverfahrens, von dem die verbliebenen 91 Beschäftigte betroffen sind. Ende September 2021 wurde die Belegschaft vom Insolvenzverwalter über die Schließung des Unternehmens informiert.

## Geschichte

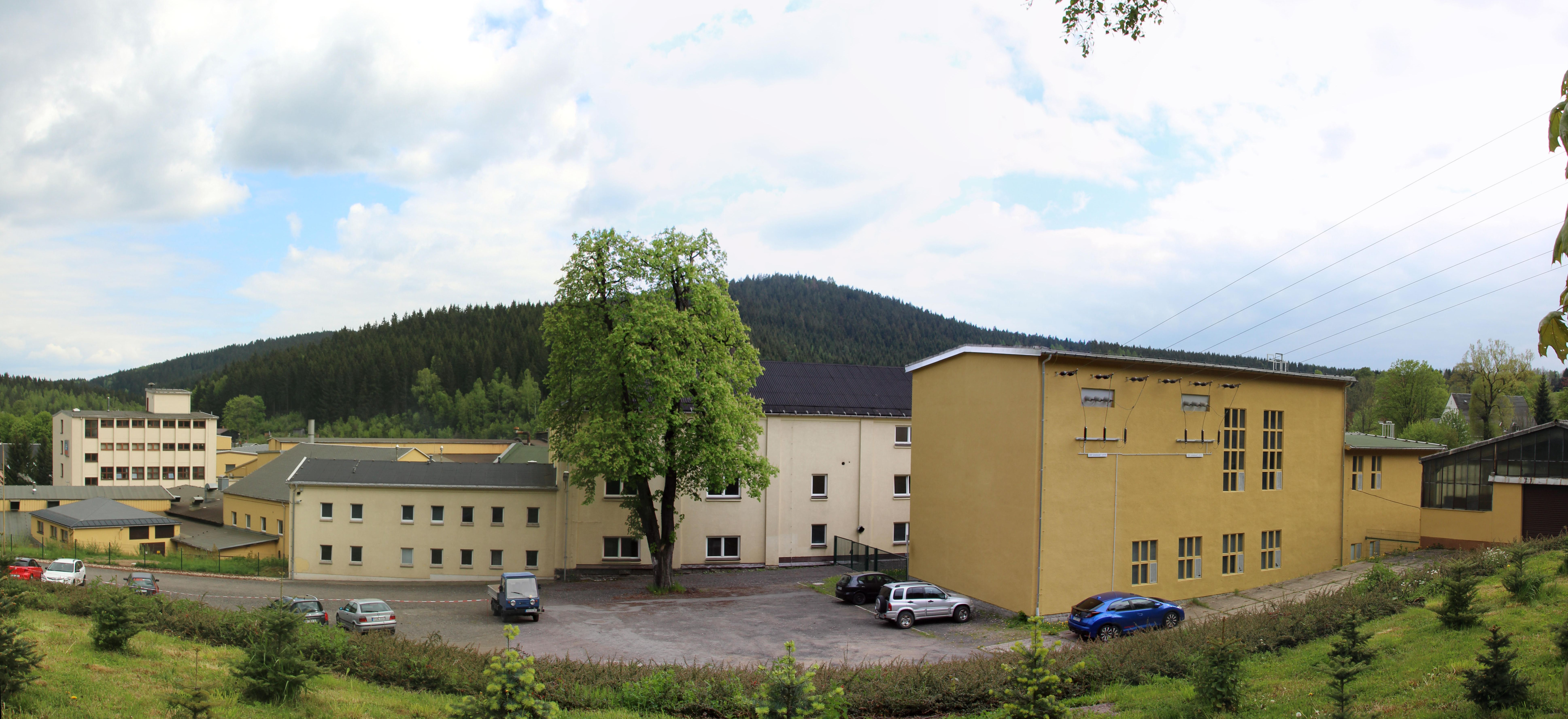
Teilansicht des Werkes im Ortsteil Schönheiderhammer

Die Ursprünge der ES Automobilguss liegen in dem 1566 im Erzgebirge errichteten Hammerwerk Schönheiderhammer. Zu DDR-Zeiten fertigte der VEB Gießerei und Modellbau Schönheiderhammer (vormals firmierend unter VEB Tempergießerei Schönheiderhammer) am Standort in der Gießereistraße Gussteile für die volkseigene Automobilindustrie. Der Betrieb gehörte über mehrere Jahre zum Kombinat Gießereianlagenbau und Gußerzeugnisse (GISAG) und war ab 1987 dem IFA-Kombinat Personenkraftwagen Karl-Marx-Stadt unterstellt.
Auf Grund der Lage oberhalb der Trinkwassertalsperre Eibenstock besteht eine Begrenzung der Jahresproduktion auf 25.000 Tonnen Guss. Die Firma betreibt eine Eisenmetallgießerei mit einer Produktionskapazität von über 20 Tonnen am Tag nach Maßgabe des Bundes-Immissionsschutzgesetzes. Schwerpunkt der Produktion ist der Guss von Differentialgehäusen für PKW, von denen jährlich ca. 7 Millionen an Automobilfirmen geliefert werden. Damit sind weltweit in jedem zehnten neu produzierten PKW Getriebegehäuse von ES Automobilguss eingebaut (Stand 2013).
Die Firma betreibt einen eigenen Modellbau.
Seit November 2015 ist das Unternehmen eine Tochtergesellschaft der Prevent-Gruppe. Nach dem Abschluss eines Tarifvertrages mit den bisherigen Eigentümern im Mai 2015, dem Warnstreiks vorausgegangen waren, verkauften diese die Firma an die Preventgruppe.
Im August 2016 stellte die Firma ihre Lieferungen von Gehäusen für das Volkswagen-Getriebe MQB 450 ein und löste so einen Produktionsstopp in mehreren VW-Werken aus.
Im Mai 2019 wurde die Firma in „Eisenwerk Erzgebirge 1566 GmbH“ umbenannt. Die Firma hat einen Gewinnabführungsvertrag mit der Firma Bloukrans Ohlanga Capital Holding GmbH, Frankfurt/Main. Diese Firma gehört zur Preventgruppe, ihre frühere Anschrift ist identisch mit dem Sitz der Preventgruppe in Wolfsburg. Auf der Webseite der Preventgruppe findet sich bei den Standorten noch ES Automobilguss GmbH, Schönheide. Der Internetauftritt war weiterhin Esguss.de.
Zu einer Unterbrechung des Betriebes mit einem Stillstand der Produktion und leeren Firmenparkplätzen über mehrere Tage kam es im November 2020, als der Stromlieferant die Stromlieferung unterbrach. Die Firmenleitung bestätigte der Freien Presse, dass der Betrieb „zeitweise vom Netz genommen wurde“.

## Probleme wegen eines VW-Auftrages
Im Frühjahr 2018 sind Probleme wegen eines laufenden Auftrags von Volkswagen zur Fertigung von Getriebeteilen entstanden. Die Belieferung von VW wurde eingestellt. Die von VW aufgeworfenen Probleme werden als Reaktion auf die Lieferungsverweigerung gegenüber VW im Sommer 2016 im Zusammenhang mit einer Auseinandersetzung der Eigentümer der Gießerei mit VW angesehen. Das Volumen des VW-Auftrags machte mehr als zwei Drittel der Gießereifertigung aus. ES Automobilguss hat im März 2018 etwa 400 Beschäftigte. Das Auslaufen der bestehenden Lieferverträge im Jahr 2018 war schon 2016 bekannt. Die Geschäftsführung hatte deshalb bei der Arbeitsagentur einen Antrag auf Kurzarbeitergeld gestellt.
Nach der fristlosen Kündigung des Liefervertrages durch VW hatte ES Automobilguss von 385 Beschäftigten 160 entlassen.
ES Automobilguss stellte einen Antrag auf Erlass einer einstweiligen Verfügung mit dem Ziel, dass VW die vertraglich vereinbarten Teile abnehmen müsse. Im November 2018 lehnte das Oberlandesgericht Dresden in zweiter Instanz bei einem Streitwert vom 30 Millionen Euro den Erlass der beantragten Verfügung ab. Durch seine plötzliche Unterbrechung der Lieferung vereinbarter Teile an VW im Jahr 2016 seien bei VW erhebliche Produktionsprobleme aufgetreten, so dass sich VW genötigt gesehen habe, mit ES Automobilguss eine Neuregelung der Lieferverträge zu vereinbaren. Das Verhalten von ES Automobilguss sei, so der Kartellsenat des Gerichtes, eine widerrechtliche Drohung mit einem empfindlichen Übel gewesen. VW habe daher bei der Kündigung des Vertrages im März 2018 seine marktbeherrschende Stellung nicht widerrechtlich ausgenutzt. Die Folge des faktischen Endes der Lieferung an VW führte im November 2018 zur Kündigung von weiteren 38 Beschäftigten.

## Erweiterung der Produktpalette
Mit dem Ziel einer flexibleren Produktion auch in kleineren und mittelgroßen Einheiten und der Möglichkeit, auch Sphäroguss herstellen zu können, hat ES Automobilguss im Herbst 2018 Investitionen im Umfang von 10 Millionen Euro angekündigt, von denen 3 Millionen für eine Anlage zur Herstellung von Formen für den Vergießprozess schon realisiert sind. Im Herbst 2019 wurde der neue Elektroschmelzofen (OTTO JUNKER Mittelfrequenz-Induktions-Tiegelofenanlage) mit 2 × 6.000 kg in Betrieb genommen. Die Firma strebte mit den Investitionen die Erschließung neuer Bereiche wie „Bauausrüster, den Bahnbau und den Industriesektor allgemein“ an. „Nur noch Sphäroguss ansatt Temperguss und verschiedene anverwandte Verfahren; Temperguss wird verschwinden“, ist die Einschätzung von RKW Sachsen.

## Insolvenz
Nach dem Verlust des Auftrags von VW verlor die Gießerei im Jahr 2020 auch den Auftrag von Renault, einem weiteren Großkunden.
Nach Angaben des Insolvenzverwalters ist der Insolvenzantrag viel zu spät eingereicht worden. Erhebliche Zahlungsrückstände, „nahezu keine verfügbare Liquidität zu Beginn des Verfahrens“, hohe Zahlungsrückstände beim Stromlieferanten, Rückstände bei Löhnen und Gehältern hätten die Möglichkeiten des Insolvenzverwalters eingeschränkt. „Seit Längerem [habe es] an wichtigem Versicherungsschutz“ gemangelt. Außerdem hätte ein „Kontakt zum Geschäftsführer [nicht aufgebaut werden können], der sich nach meinen Kenntnissen auch überwiegend im Ausland aufhält“. Die monatlichen Verluste hätten „allein durch den Umsatz mit Bestandskunden nicht aufgefangen werden, Neugeschäft konnte angesichts der jüngsten Unternehmenshistorie nicht gewonnen werden“. „Anhaltend rote Zahlen“ hätten es nicht möglich gemacht, die Produktion mittel- und langfristig fortzuführen. Ein letzter potentieller Investor habe sich zurückgezogen, es hätte „rund zwei Jahre gedauert, bis sich das Eisenwerk durch die Verlagerung von zusätzlichen Umsätzen durch den Investor selbst getragen hätte“. Nach der Abarbeitung von noch bestehenden Kundenaufträgen soll die Produktion beendet werden.
Auswirkungen auf den Bestandsschutz im Trinkwasserschutzgebiet
Mit dem Ende des Gießereibetriebes würde auch der Bestandsschutz erlöschen, der für die Gießerei in den 1990er Jahren trotz ihrer Lage oberhalb der Trinkwasser-Talsperre Eibenstock erreicht wurde.